# سلافوليوب موسلين
سلافوليوب موسلين (بالفرنسية: Slavoljub Muslin)‏ ولد في (15 يونيو 1953-بلغراد) لاعب كرة قدم صربي معتزل كان يجيد اللعب في خط الدفاع و يدرب حالياً نادي الفيحاء السعودي .

## المسيرة الرياضية
ولد موسلين لأب كرواتي وأم صربية . بدأ موسلين مسيرته الرياضية في نادي بيوغراد ثم انتقل إلى نادي باسك سنة 1972 ثم انتقل إلى نادي راد سنة 1973 ثم استقر في نادي النجم الأحمر بلغراد سنة 1975 . خلال سنواته الست التي أمضاها في النادي زامل العديد من نجوم الكرة اليوغوسلافية أمثال دراغان دزاجيتش ، فلاديسلاف بوغيتشيفيتش، جوفان أسيموفيتش ، فلاديمير بتروفيتش ، ودوتشان سافيتش . حقق مع النادي 3 بطولات دوري الدرجة الأولى في مواسم 1976/1977 ، 1979/1980 ، 1980/1981 كما ساهم في تأهل النادي إلى المباراة النهائية لبطولة كأس الاتحاد الأوروبي موسم 1978/1979 ولكنه خسر من نادي بوروسيا مونشنغلادباخ الألماني الغربي . في سنة 1981 انتقل إلى نادي ليل الفرنسي ثم انتقل إلى نادي بريست سنة 1983 وأخيرا انتقل إلى نادي كاين في سنة 1986 وقرر إعلان اعتزاله لعب كرة القدم بشكل نهائي في سنة 1987 .
بدأ موسلين مسيرته التدريبية في نادي بريست سنة 1988 وظل فيه حتى 1992 . أبرز ما قام به صقل موهبة نجم الكرة الفرنسية المستقبلي دافيد جينولا . في سنة 1992 تولى تدريب نادي باو وبعد 3 مواسم تولى تدريب نادي بوردو . بوجود نجوم حقبة التسعينات وهم زين الدين زيدان ، بيسنتي ليزارازو ، وكريستوف دوغاري فإن موسلين استطاع أن يقود النادي بسهولة إلى الوصول إلى الدور الربع النهائي من بطولة كأس الاتحاد الأوروبي ولكن تمت إقالته في ربيع 1996 بسبب سوء نتائجه في بطولة دوري الدرجة الأولى .
تولى تدريب أندية لنس الفرنسي (1996-1997) لومان الفرنسي (1997-1998) الوداد البيضاوي المغربي (1998-1999) النجم الأحمر بلغراد (1999-2001) ليفسكي صوفيا البلغاري (2002-2003) النجم الأحمر بلغراد مجددا (2003-2004) ميتالورغ دونيتسك الأوكراني (2004-2005) لوكيرين البلجيكي (2005) لوكوموتيف موسكو الروسي (2005-2006) لوكيرين مجددا (2006-2007) خيمكي الروسي (2007-2008) .
استطاع موسلين أن يقود نادي النجم الأحمر بلغراد للتتويج ببطولة دوري الدرجة الأولى 3 مرات مواسم 1999/2000 ، 2000/2001 ، و2003/2004 وبطولة كأس يوغوسلافيا مرتان موسمي 1999/2000 و2003/2004 . مع نادي ليفسكي صوفيا حقق بطولة كأس بلغاريا موسم 2002/2003 .

## روابط خارجية
- سلافوليوب موسلين على موقع قاعدة بيانات كرة القدم.إي يو (الإنجليزية)
- سلافوليوب موسلين على موقع عالم كرة القدم.نت (الإنجليزية)
- سلافوليوب موسلين على موقع كووورة